# Simon Bolivar (film)
Pour les articles homonymes, voir Simon Bolivar et Bolivar.
Pour plus de détails, voir Fiche technique et Distribution.
Simon Bolivar est un film  réalisé par Alessandro Blasetti, sorti en 1969.

## Synopsis
Au début du XIXe siècle, le Venezuela mène une lutte acharnée pour obtenir son indépendance vis-à-vis de l'empire espagnol. À la tête de la révolution se trouve Simón Bolívar.

## Fiche technique
- Titre : Simon Bolivar
- Réalisation : Alessandro Blasetti
- Scénario : José Luis Dibildos, Enrique Llovet, Rafael Mateo et John Melson
- Musique : Aldemaro Romero, Carlos Sabina
- Société de production : Pefsa, Jupiter Finarco[1]
- Pays d'origine :  Espagne -  Italie -  Venezuela
- Format : Couleurs - 2,35:1
- Genre : biographie
- Date de sortie : 1969

## Distribution
- Maximilian Schell : Simón Bolívar
- Rosanna Schiaffino : Consuelo Hernandez
- Francisco Rabal : gen. José Antonio Del Llano
- Conrado San Martín : José Antonio Páez
- Fernando Sancho : Fernando González
- Sancho Gracia : Cardona
- Elisa Cegani : Conchita Diaz Moreno